# Cmentarz Oświęcimski w Szczecinie
Cmentarz Oświęcimski (do 1945 niem. Neuer Grabower Friedhof) – dawny cmentarz miejski położonym na terenie szczecińskiego osiedla Niemierzyn (wówczas Nemitz). Zajmował teren pomiędzy ulicami Niemierzyńską (Nemitzer Str.) a torem kolejowym.

## Historia
Cmentarz został wytyczony ok. 1820 roku i stanowił cmentarz grzebalny dla wsi Niemierzyn. Pod koniec XIX stulecia zapełnienie wymusiło rozbudowę cmentarza w kierunku południowo-wschodnim. Na początku XX wieku na terenie najstarszych kwater cmentarnych wybudowano budynki szkolne. Po obu stronach nekropolii znajdowały się tereny ogrodnicze.
Po 1945 roku cmentarz nie był powszechnie użytkowany, już w 1949 roku do rozbiórki przeznaczono XIX-wieczną kaplicę pogrzebową. Według nowego, polskiego nazewnictwa nekropolia była nazywana Cmentarzem Oświęcimskim. Postępująca dewastacja terenu spowodowała usunięcie w latach 1976–1977 nagrobków, a następnie przeznaczenie tego terenu na park miejski (ok. 1980 r.). Teren dawnego Cmentarza Oświęcimskiego na początku XXI wieku nadal przypominł nekropolię, tyle że bez grobów. Wśród drzew znaczną przewagę ilościową posiadają dorodne kasztanowce. Pozostałością po cmentarzu jest brama wejściowa od strony ul. Niemierzyńskiej, obok budynku liceum.